# Bycanistes
Bycanistes är ett fågelsläkte i familjen näshornsfåglar inom ordningen härfåglar och näshornsfåglar: Släktet omfattar sex arter som förekommer i Afrika söder om Sahara:
- Silverkindad näshornsfågel (B. brevis)
- Svartvit näshornsfågel (B. subcylindricus)
- Brunkindad näshornsfågel (B. cylindricus)
- Vitbyxad näshornsfågel (B. albotibialis)
- Trumpetarnäshornsfågel (B. bucinator)
- Skriknäshornsfågel (B. fistulator)
  - B. [f.] sharpii – urskiljs som egen art av Birdlife International